# Lucero (album)
Lucero è il decimo album in studio della cantante e attrice messicana Lucero, pubblicato nel 1993.

## Tracce
1. Pelele – 3:02
2. Veleta – 4:23
3. Si No Podemos Amarnos – 4:09
4. No Te Enamores De Un Perdedor – 4:31
5. Sobreviviré – 3:19
6. Eres – 4:09
7. Amor De Segunda Mano – 3:23
8. Una Más – 4:07
9. El Número Uno – 3:22
10. Chico Rico – 4:19

Tracce Bonus
1. Los Parientes Pobres – 4:06
2. Cerca De Ti – 4:06